# Sessió nul·la
Una sessió nul·la (en anglès:null session) és una connexió anònima a un servei de xarxa de comunicació entre processos en ordinadors basats en Windows . El servei està dissenyat per permetre connexions de canonades amb nom però pot ser utilitzat pels atacants per recopilar informació remota sobre el sistema.

## Exposició
| «                   | Des d'una NULL SESSION, els pirates informàtics poden trucar a API i utilitzar trucades de procediment remot per enumerar informació. Aquestes tècniques poden i proporcionaran informació sobre contrasenyes, grups, serveis, usuaris i fins i tot processadors actius. L'accés a la NULL SESSION també es pot utilitzar fins i tot per augmentar els privilegis i realitzar atacs DoS. | » |
| — Ixis Research LTD | |   |